# Yuriko Handa
Pour les articles homonymes, voir Handa.
Yuriko Handa (半田 百合子, Handa Yuriko), née le 31 mars 1940 dans la préfecture de Tochigi, est une joueuse de volley-ball japonaise.
Joueuse de l'équipe du Japon de volley-ball féminin, elle remporte le Championnat du monde de volley-ball féminin 1962 et le tournoi olympique de volley-ball de 1964 à Tokyo. 